# الدقل (رواية)
الدقل هي رواية من تأليف الكاتب السوري حنا مينه صدرت عن دار الآداب للنشر والتوزيع عام 1982، وهي الرواية الثانية في ثلاثية البحر التي تألفت من روايات حكاية بحار، والدقل، وأخيرا المرفأ البعيد.

## موضوع الرواية
تتناول رواية الدقل حياة البحارة في ميناء مدينة اللاذقية السورية خلال حقبة الانتداب الفرنسي حيث تدور أحداث الرواية حول البحار سعيد حزوم الذي يسعى ليحاكي سيرة والده البحار الجسور القوي الذي اختفى في عرض البحر وهو يحاول إنقاذ رفاقه من الغرق.

## شخصيات الرواية
- صالح حزوم: بحار شجاع لقي حتفه في البحر وهو يحاول إنقاذ رفاقه ومن كانوا معه على القارب من مصير الغرق.
- سعيد حزوم: ابن صالح حزوم، وهو بحار أيضًا ورث كثيرا من صفات والده.
- عزيزة: حبيبة سعيد.

## الدراسات النقدية
كانت ثلاثية البحر، والتي تتألف من روايات حنا مينه الثلاث: حكاية بحار، والدقل، والمرفأ البعيد موضوعا للعديد من الدراسات النقدية، ففي عام 2011 صدرت عن وزارة الثقافة المصرية ضمن سلسلة «دراسات في الأدب العربي» دراسة نقدية بعنوان «جماليات المكان في ثلاثية حنا مينة: حكاية بحار - الدقل - المرفأ البعيد» للناقد والباحث مهدي عبيدي. كانت ثلاثية البحر كذلك جزءًا من موضوع دراسة أعدها الباحث الأكاديمي محمد سلمان بعنوان «القضايا الاجتماعية والسياسية في روايات حنا مينة: دراسة تحليلية لرواياته المختارة» وقدمها كأطروحة لنيل شهادة الدكتوراه في الأدب العربي من قسم اللغة العربية بجامعة دلهي في أواخر عام 2023.

## أنظر أيضًا
- قائمة مؤلفات حنا مينه

## وصلات خارجية
- صفحة رواية الدقل على موقع جود ريدز